# Stadtkirche Glückstadt

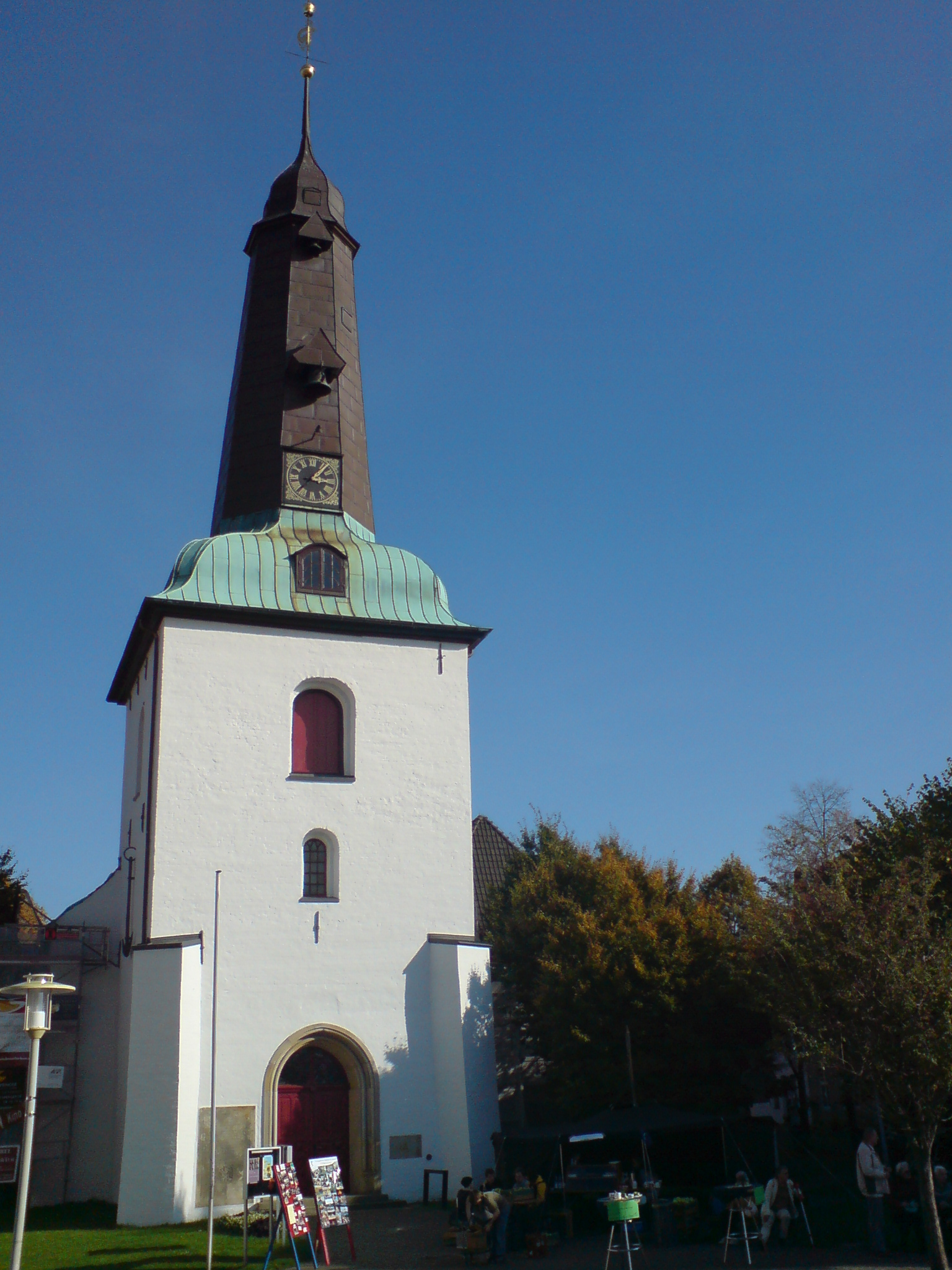
Blick auf den Turm der Glückstädter Stadtkirche

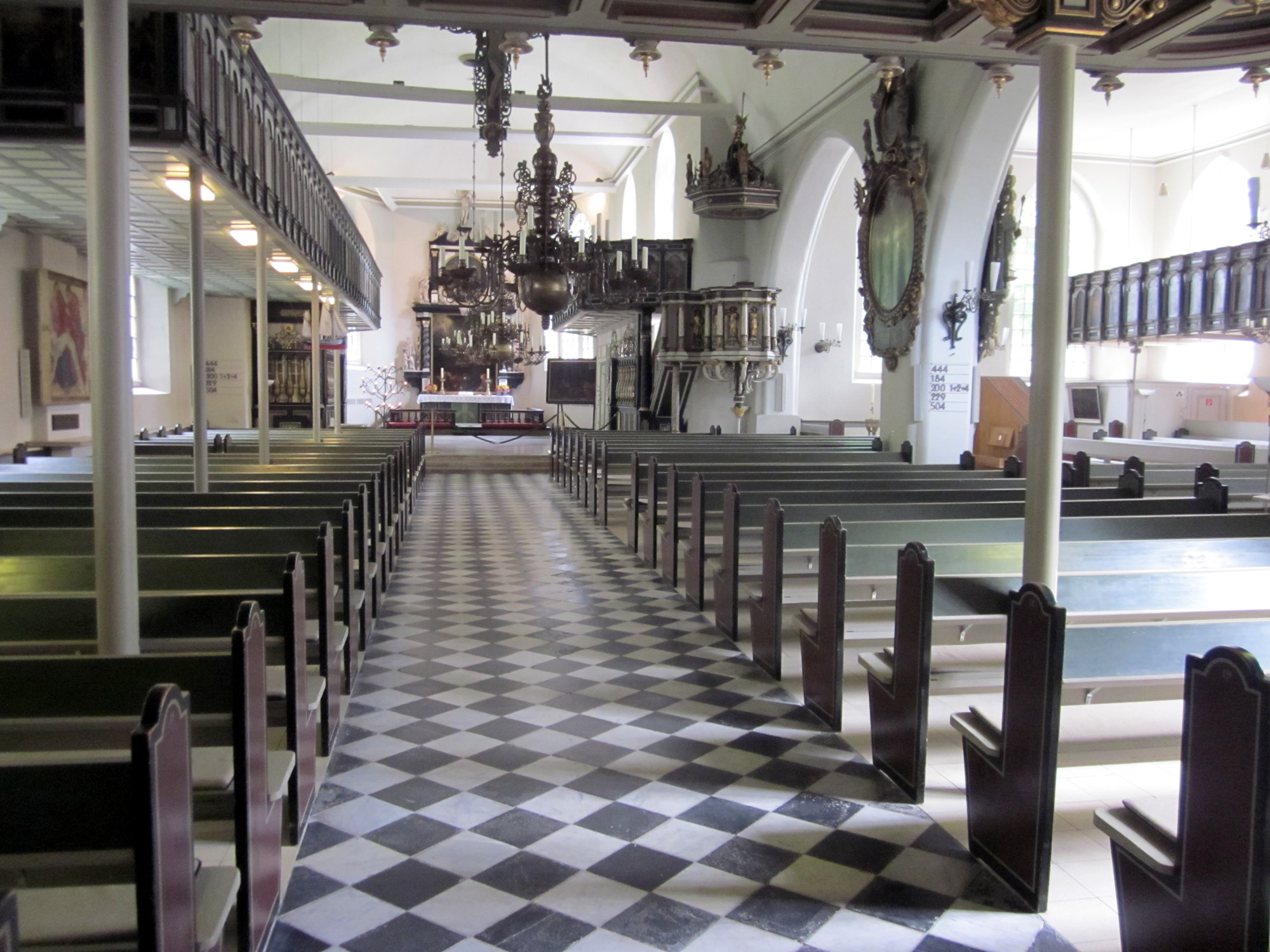
Innenraum

Die Glückstädter Stadtkirche in Glückstadt in Schleswig-Holstein ist das älteste und zugleich bedeutendste erhaltene Bauwerk der Stadt. Sie befindet sich direkt am Marktplatz, den sie gemeinsam mit dem Glückstädter Rathaus dominiert.

## Geschichte
Die Arbeiten an der Kirche wurden bereits kurz nach der geplanten Stadtgründung durch König Christian IV. begonnen, sie wurde von 1618 bis 1623 direkt am Marktplatz errichtet. 1648 stürzte der Turm durch die Naturkatastrophe von Holstein ein – allein das Taufbecken von 1641 überstand den Einsturz –, worauf bis 1651 umfangreiche Erweiterungen erfolgten. Aus dieser Zeit stammt das südliche Querschiff; ein entsprechender Querbau im Norden wurde nicht ausgeführt. Die Kirche verfügt über eine umfangreiche, frühbarocke Ausstattung mit einem zweistöckigen Hochaltar und breiter Empore. 
An der Außenmauer des mit einer Kupferhaube bekrönten Turms findet sich ein Anker, der im September 1630 in der Elbschlacht vor Krautsand von einem hamburgischen Kriegsschiff erbeutet wurde. 

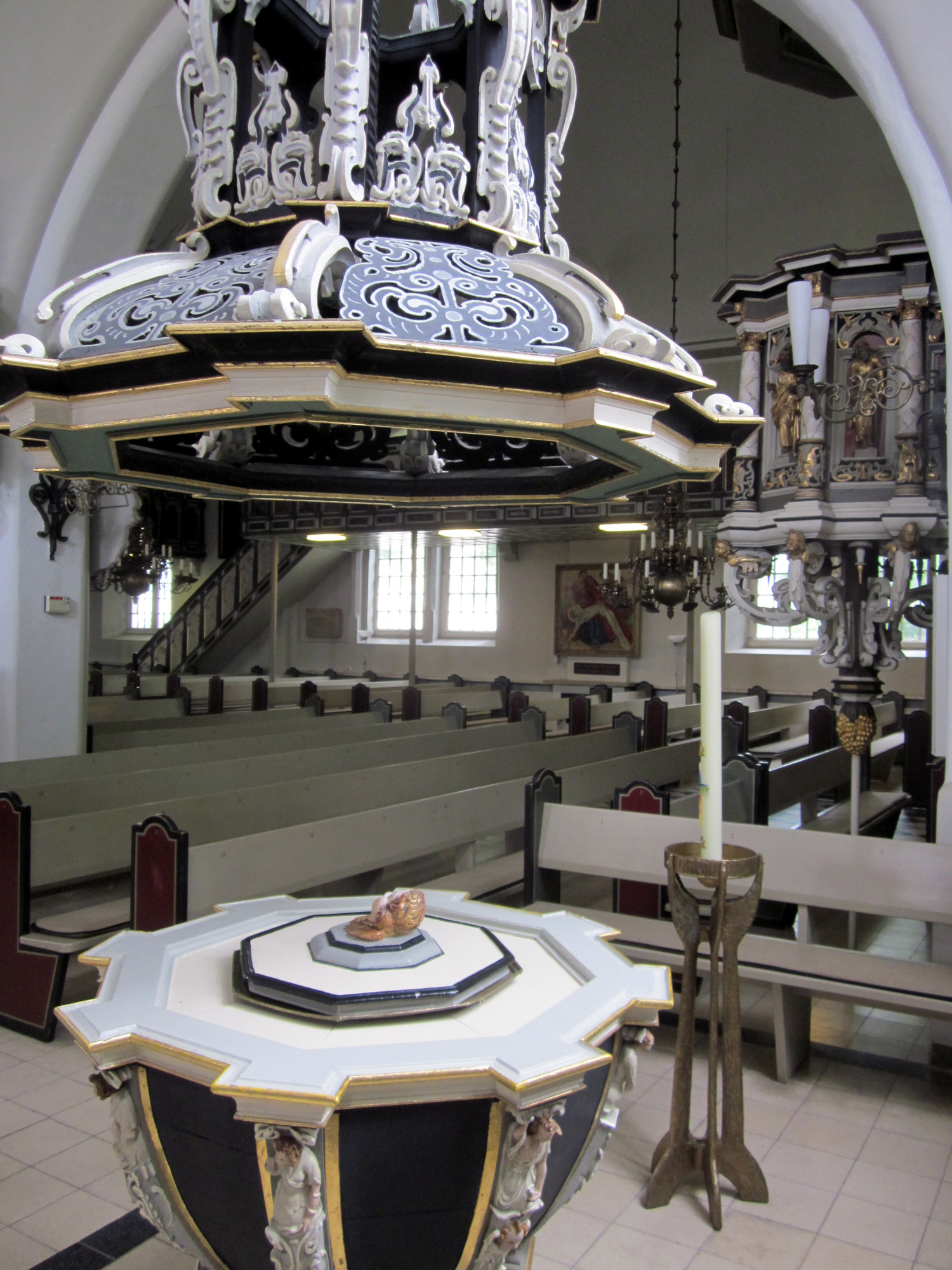
Taufbecken von 1641
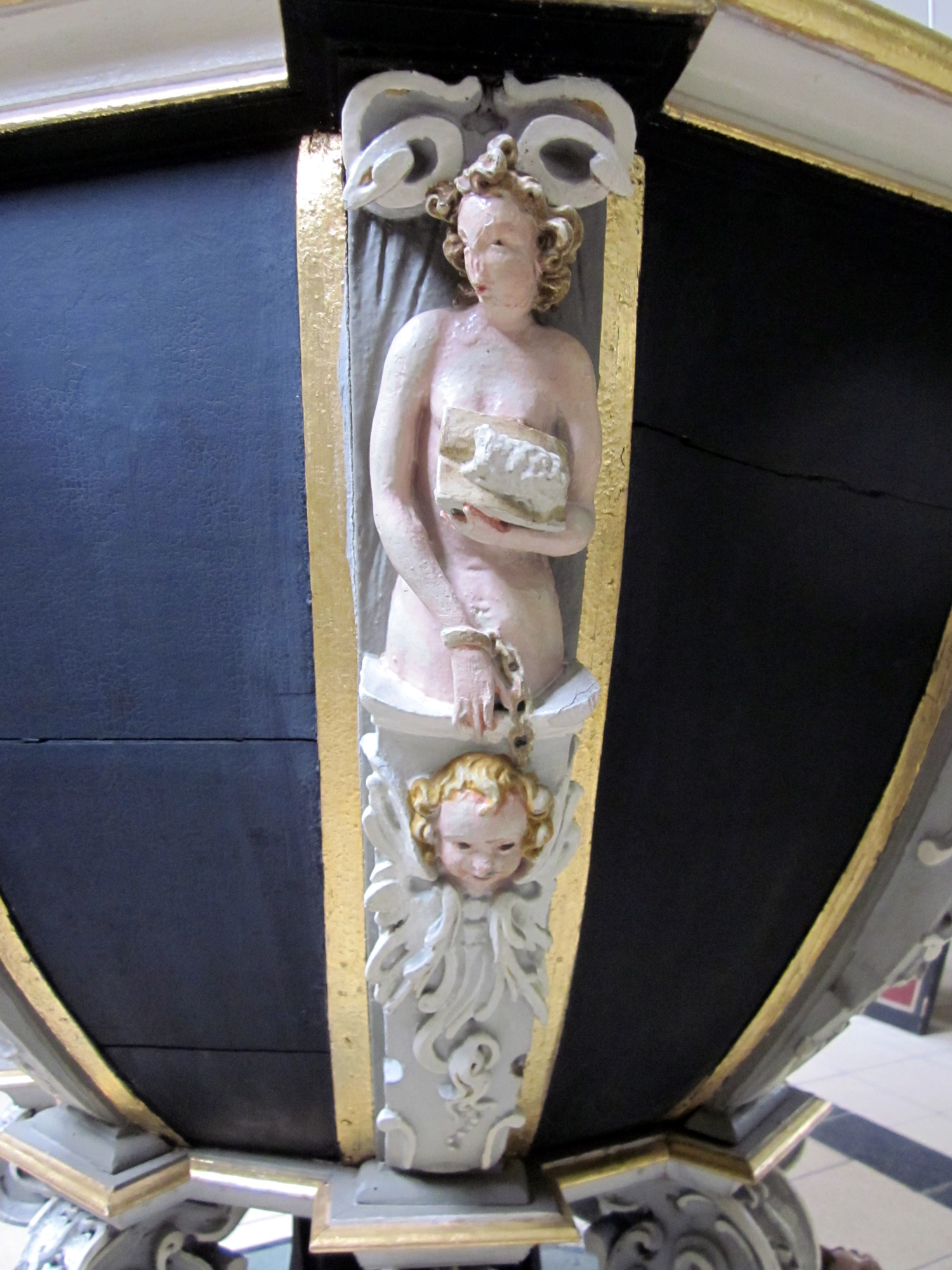
Detail Taufbecken

## Das Äußere der Stadtkirche
Der langgestreckte, weißgeschlemmte Backsteinbau mit seinem polygonalen Chor und 3/8-Schluss sowie dem vorgesetzten Westturm reiht sich stilvoll in das den Marktplatz umstehende Gebäudeensemble ein.
Beherrscht wird das Aussehen der Kirche durch den Westturm auf quadratischem Grundriss. Er hat jedoch nicht mehr sein ursprüngliches Aussehen. Am 14. Februar 1648 wurde der obere Teil durch einen Orkan auf das Dach des Kirchenschiffes geworfen, das er zerstörte. Hierdurch wurde ein Neubau erforderlich, der eine noch heute erhaltene Form mit schmal hochgezogenem Haubenhelm erhielt.

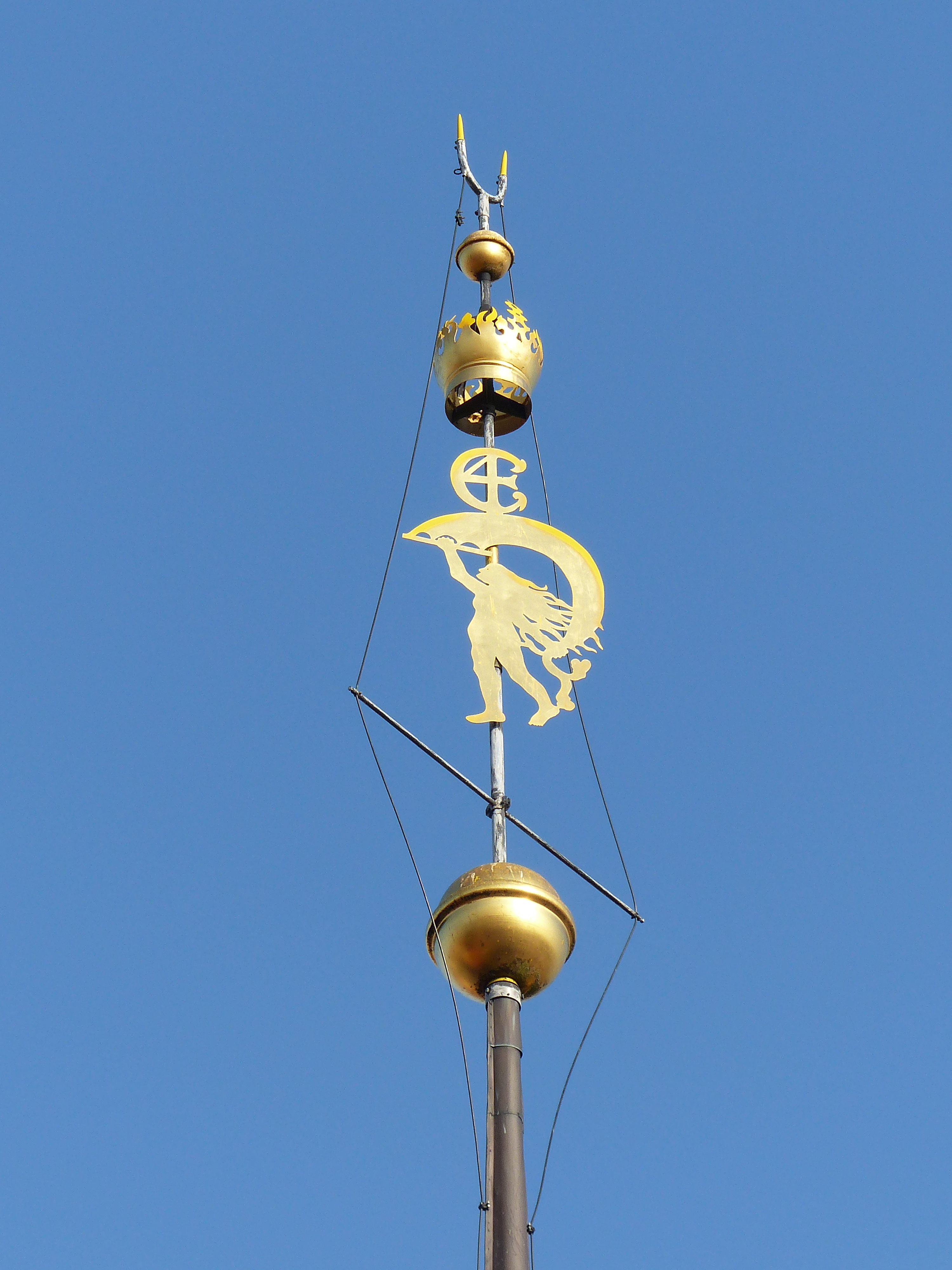
Turmspitze der Stadtkirche Glückstadt

Die Bekrönung des Helms drückt ein Stück Geschichte aus: Auf die 53 m hohe Turmspitze sind zunächst eine Weltkugel, darüber die Glücksgöttin „Fortuna“ mit Schleier (das Stadtwappen der Stadt Glückstadt), das „C4“ (Monogramm Christians IV.) mit Krone und zum Schluss eine kleine Weltkugel mit Kreuz aufgesetzt. Dieses Ensemble gilt als Wahrzeichen der Stadt.

## Empore
An den Emporen befinden sich 103 Bilder, die in der Zeit zwischen 1706 und 1850 von verschiedenen Malern hergestellt wurden. Es gibt in Schleswig-Holstein keine Kirche, die eine größere Anzahl von Emporenbildern aufweist. Die ältesten Tafeln befinden sich an der Südempore im Altarraum. Bei mindestens 20 Bildern an der Empore im südlichen Querschiff (Taufkapelle) wurde die „biblia ectypa“ von Christoph Weigel als Vorlage benutzt. Einige andere Bilder zum Neuen Testament weisen große Ähnlichkeiten zu den Abbildungen der Merianbibel auf, allerdings in spiegelverkehrter Weise. Die Bilder sind bibelchronologisch angeordnet. Ob die Anordnung im Laufe der Zeit verändert wurde, ist unklar.
Ein Teil der Bilder wurde inzwischen renoviert. Viele der übrigen sind sehr dunkel geworden und nur noch schwer zu erkennen.

## Orgel

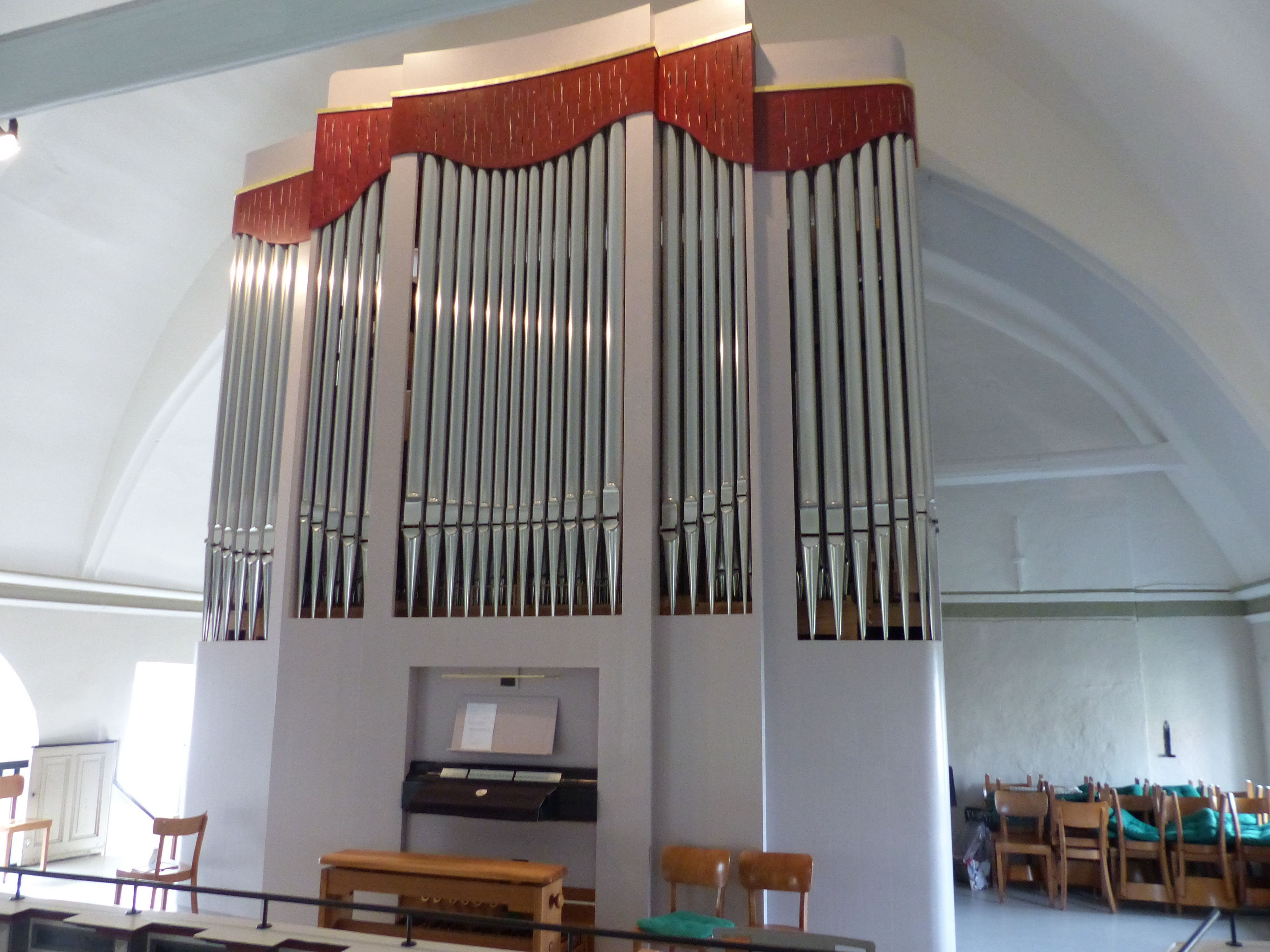
Winterhalter-Orgel von 2019 in Glückstadt, Stadtkirche

Die 1962 von dem Orgelbauer Emanuel Kemper & Sohn aus Lübeck erbaute Orgel wurde 2019 abgebaut. Die neue Orgel des Orgelbauers Claudius Winterhalter aus Oberharmersbach im Schwarzwald wurde im November 2019 eingeweiht. Das Instrument verfügt über 25 Register zuzüglich eines Vorabzugs und vierer Transmissionen, die sich auf zwei Manuale und Pedal verteilen. Die Disposition lautet wie folgt:
| I Hauptwerk C–g3                          |        |
| Bourdon                                   | 16′    |
| Principal                                 | 08′    |
| Flaut travers                             | 08′    |
| Viola di Gamba                            | 08′    |
| Gedeckt                                   | 08′    |
| Quintadena                                | 08′    |
| Octave                                    | 04′    |
| Rohrflöte                                 | 04′    |
| Superoctave                               | 02′    |
| Mixtur IV–V minor (Vorabz. ohne Terzchor) | 01 ⁄3′ |
| Mixtur V–VII major                        | 01 ⁄3′ |
| Trompete                                  | 08′    |

| II Schwellwerk C–g3 |        |
| Principal           | 8′     |
| Rohrflöte           | 8′     |
| Salicional          | 8′     |
| Bifaria             | 8′     |
| Fugara              | 4′     |
| Spitzflöte          | 4′     |
| Nasard              | 2 ⁄3′  |
| Flageolet           | 2′     |
| Terzflöte           | 1 3⁄5′ |
| Quinte              | 1 ⁄3′  |
| Oboe                | 8′     |
| Tremulant           |        |

| Pedal C–f1                              |     |
| Principalbass                           | 16′ |
| Subbass (Transm. Bourdon 16′ HW)        | 16′ |
| Octavbass                               | 08′ |
| Bassflöte (Transm. Flaut travers 8′ HW) | 08′ |
| Bassoctave (Transm. Octave 4′ HW)       | 04′ |
| Posaune                                 | 16′ |
| Trompete (Transm. HW)                   | 08′ |

- Koppeln: II/I, Sub II/I, I/P, II/P, Super II/P